# Campoplex graphoritae
Campoplex graphoritae là một loài tò vò trong họ Ichneumonidae.